# Hermine Heller-Ostersetzer
Hermine Heller-Ostersetzer (1874-1909) foi uma pintora e artista gráfica austríaca.

## Biografia
Heller-Ostersetzer nasceu em 23 de julho de 1874 em Viena, Áustria. Ela frequentou a Universidade de Artes Aplicadas de Viena. Faleceu em Grimmenstein, Áustria, no dia 8 de março de 1909.

## Legado
O seu trabalho foi incluído na exposição de 2019 City Of Women: Female Artists em Viena de 1900 a 1938 na Österreichische Galerie Belvedere.